# Danurejan
Danurejan is een onderdistrict (kecamatan) in Jogjakarta, de hoofdstad van het gelijknamige bijzonder district, op het Indonesische eiland Java.
Danurejan ligt centraal in de stad en wordt omgeven door de Jalan Mataram in het westen, de Jalan Mas Suharto in het zuiden, de Jalan Tegal Panggung en Jalan Tukangan in het oosten en de Jalan Krasak in het noordoosten. Bausasran, Suryatmajan en Tegalpanggung zijn kelurahan in Danurejan.
Danurejan · Gedongtengen · Gondokusuman · Gondomanan · Jetis · Kotagede · Kraton · Mantrijeron · Mergangsan · Ngampilan · Pakualaman · Tegalrejo · Umbulharjo · Wirobrajan